# 어쌔신: 더 비기닝
《어쌔신: 더 비기닝》(영어: American Assassin)은 2017년 개봉한 미국의 액션 스릴러 영화이다. 빈스 플린의 2010년작 스릴러 소설 "미국의 암살자"를 원작으로 하며, 마이클 쿠에스타 감독이 연출을 맡았다. 딜런 오브라이언이 주인공인 CIA 요원 미치 랩을 연기하고, 이밖에 마이클 키턴, 서나 레이선, 테일러 키치, 시바 네가르 등이 출연한다.
미국에서 2017년 9월 15일 개봉하였다.

## 줄거리
무차별 총격 테러로 약혼자를 잃은 ‘미치’(딜런 오브라이언 분)는 그날 이후 하루하루 자신을 단련하며 복수를 다짐한다.
복수를 위해 테러리스트 가까이까지 다가가던 그 때, 타고난 재능을 눈여겨본 CIA는 그를 신입 요원으로 발탁한다.
최고의 트레이너 ‘스탠 헐리’(마이클 키턴 분)의 혹독한 훈련을 견뎌낸 미치는 드디어 전 세계를 위협하는 1급 테러리스트 ‘고스트’(테일러 키치 분)를 제거하는 작전에 투입된다.

## 출연
- 딜런 오브라이언 - 미치 랩 요원 역
- 마이클 키턴 - 스탠 헐리 요원 역
- 서나 레이선 - 아이린 케네디 부국장 역
- 시바 네가르 - 애니카 역
- 테일러 키치 - 로니 "고스트" 역
- 데이비드 수셰이 - 스탠스필드 국장 역
- 나비드 네가반 - 베루즈 장관 역
- 스콧 애드킨스 - 빅터 역
- 알리 사피 - 자비드 역
- 무함마드 바크리 - 아샤니 역
- 차를로트 베가 - 카트리나 하퍼 역

- 유수프 수에이드 - 칼레드 역
- 마이클 와일드먼 - 오리온 교관 역
- 트레버 화이트 - 프레인 박사 역
- 앤드루 플레빈 - 아이젠하워 대위 역